# Võ Quảng
Võ Quảng (1 tháng 3 năm 1920 - 15 tháng 6 năm 2007), là một nhà văn nổi tiếng của Việt Nam. Sự nghiệp văn chương của ông chủ yếu tập trung về đề tài thiếu nhi. Ông cũng là người đầu tiên dịch tác phẩm Đôn Kihôtê sang tiếng Việt dưới bút danh Hoàng Huy từ năm 1959. Ông được nhà nước Việt Nam trao tặng Giải thưởng Nhà nước về Văn học nghệ thuật năm 2007. 
Ngoài sáng tác thơ và truyện, Võ Quảng còn viết kịch bản cho phim hoạt hình như Sơn Tinh Thủy Tinh và Những chiếc áo ấm. Ông cũng đã dịch một số tác phẩm kinh điển của thế giới sang tiếng Việt, bao gồm Truyện Đông Ky-sốt và Người anh hùng rừng Séc Vút.

## Cuộc đời và sự nghiệp văn chương
Ông sinh ngày 1 tháng 3 năm 1920, tại xã Đại Hòa huyện Đại Lộc tỉnh Quảng Nam. Năm 1935, trong khi đang theo học Tú tài ở Quốc học Huế, ông tham gia tổ chức Thanh niên Dân chủ ở Huế. Năm 1939, làm tổ trưởng tổ Thanh niên Phản đế ở Huế. Tháng 9 năm 1941, bị chính quyền Pháp bắt giam ở nhà lao Thừa Phủ, sau đó bị đưa đi quản thúc vô thời hạn ở quê nhà. ...
Sau khi Cách mạng tháng Tám 1945 nổ ra, ông được chính quyền Việt Minh cử làm ủy viên Tư pháp thành phố Đà Nẵng. Khi quân Pháp tái chiếm Nam Bộ, ông được cử vào chức vụ Phó chủ tịch Ủy ban Hành chính kháng chiến thành phố Đà Nẵng. Từ năm 1947 đến 1954, làm Hội thẩm chính trị (tức là Phó Chánh án) tòa án quân sự miền Nam Việt Nam. Thời gian này, ông cũng có sáng tác một số tác phẩm thơ dành cho thiếu nhi.
Sau khi tập kết ra Bắc, ông được điều về công tác ở chức vụ Ủy viên Ban nhi đồng Trung ương, phụ trách văn học cho thiếu nhi. Ông là một trong những người tham gia sáng lập và từng giữ chức Giám đốc Nhà xuất bản Kim Đồng. Một thời gian sau đó, ông được cử làm Giám đốc Xưởng phim hoạt hình Việt Nam. Năm 1965, ông được kết nạp làm Hội viên Hội Nhà văn Việt Nam. Năm 1968, ông về công tác tại Bộ Văn hóa, năm 1971, về Hội Nhà văn Việt Nam, được phân công làm chủ tịch Hội đồng Văn học Thiếu nhi Hội Nhà văn Việt Nam và giữ chức vụ này đến khi về hưu...
Năm 2007, ông được trao tặng Giải thưởng Nhà nước về Văn học nghệ thuật.
Ông qua đời lúc 11 giờ 20 phút ngày 15 tháng 6 năm 2007 tại Hà Nội. Mộ phần của ông đặt tại nghĩa trang tỉnh Vĩnh Phúc.

## Tác phẩm
Nhà văn Võ Quảng là người viết nhiều truyện và thơ cho thiếu nhi với nhiều tác phẩm được các thế hệ yêu thích như:
- Tảng sáng truyện 1976
- Cái thăng truyện 1961
- Thấy cái hoa nở (thơ 1962)
- Chỗ cây đa làng (1964)
- Nắng sớm (thơ, 1965)
- Cái Mai (1967)
- Những chiếc áo ấm (truyện 1970)
- Anh Đom đóm (thơ, 1970)
- Măng tre (thơ, lô lô lô)
- Quê nội (truyện 1974)
- Bài học tốt (truyện, 1975)
- Gà mái hoa (thơ 1957)
- Tảng sáng (truyện 1976)
- Quả đỏ (thơ 1980)
- Vượn hú (truyện 1993)
- Ánh nắng sớm (thơ 1993)
- Kinh tuyến, vĩ tuyến (truyện 1995)
- Sơn Tinh Thủy Tinh, Con 2 (kịch bản phim hoạt hình).
- Vượt thác (trích từ chương XI của truyện Quê nội)

Ngoài ra, ông còn có bài thơ đồng dao "Mời vào" cho trẻ em rất nổi tiếng.